# Épenède
Épenède är en kommun i departementet Charente i regionen Nouvelle-Aquitaine i västra Frankrike. Kommunen ligger  i kantonen Confolens-Nord som ligger i arrondissementet Confolens. År 2022 hade Épenède 191 invånare.

## Befolkningsutveckling
Antalet invånare i kommunen Épenède
Referens:INSEE